# International Encyclopedia of Comparative Law
Die International Encyclopedia of Comparative Law (Abkürzung IECL) ist eine weltweit rechtsvergleichende, englischsprachige Enzyklopädie in 17 Bänden mit besonderem Schwerpunkt im Bereich des Privatrechts. Sie erscheint unter der Schirmherrschaft der International Association of Legal Science, einer Untergliederung der UNESCO.

## Geschichte
Die Idee für das Projekt entstand in den frühen 1960er Jahren unter der Federführung von Konrad Zweigert, der später gemeinsam mit Ulrich Drobnig als Gesamtherausgeber und Leiter des Projekts fungierte. Jeder Band ist in sechs bis zwanzig Kapitel unterteilt, die zunächst als Broschurausgabe erscheinen. Jedem der Bände ist ein Herausgeber zugeordnet, dem die Gestaltung des einzelnen Bandes in Absprache mit den über 400 Autoren obliegt; ferner wird so die Koordination mit der Projektleitung gewährleistet.

## Rezeption
“When the history of the International Encyclopedia of Comparative Law (IECL) is written, it will be hard to avoid using superlatives. Monumental in scope, unique in conception, unprecedented in its worldwide cooperation of comparative law specialists, and based on tremendous amounts of research, expertise and technical effort, this unique scholarly enterprise, when completed, might well be known as the ‘work of the century’ among comparative law scholars.”

## Gliederung und Autoren
1. I. National Reports (Viktor Knapp, Prag)
2. II. The Legal Systems of the World/Their Comparison and Unification (René David, Paris)
  1. Chapter 1: The Different Conceptions of Law (David, Tholonet/Sawer, Canberra/Afchar, Teheran/Derrett, London/Iyer, London/Noda, Tokio/M'Baye, Dakar)
  2. Chapter 2: Structure and the Divisions of the Law (David, Tholonet/Szladits, New York/Weir, Cambridge (GB)/Tschchikvadze, Moskau/Zivs, Moskau/Chehata, Paris/Derrett, London/Iyer, London/Cotran, London)
  3. Chapter 3: Sources of Law (David, Tholonet)
  4. Chapter 4: Comparative law (Zweigert, Hamburg)
  5. Chapter 5: The International Unification of Private Law (David, Tholonet)
3. III. Private International Law (Kurt Lipstein, Cambridge, England)
  1. Chapter 1: Introduction
  2. Chapter 2: Sources
  3. Chapter 3: Structure
  4. Chapter 4: Connecting Factors
  5. Chapter 5: Characterization
  6. Chapter 6: Renvoi
  7. Chapter 7: Preliminary Questions
  8. Chapter 8: Intertemporal Conflict of Laws
  9. Chapter 9: Interregional Conflict of Laws
  10. Chapter 10: Interpersonal Conflict of Laws
  11. Chapter 11: Ordre Public
  12. Chapter 12: Operation of Foreign Public Law
  13. Chapter 13: Effect of Constitutional Law Upon Conflict of Laws
  14. Chapter 14: Application of Foreign Law
  15. Chapter 15: Persons
  16. Chapter 16: Marriage etc.
  17. Chapter 17: Personal Effects of Marriage
  18. Chapter 18: Effects of Marriage
  19. Chapter 19: Children
  20. Chapter 20: Succession
  21. Chapter 21: Property
  22. Chapter 22: Industrial Property
  23. Chapter 23: Trusts
  24. Chapter 24: Contracts
  25. Chapter 25: Transport by Rail and Highway
  26. Chapter 26: Transport by Sea
  27. Chapter 27: Transport by Air
  28. Chapter 28: Contracts of Employment
  29. Chapter 29: Agency
  30. Chapter 30: Quasi-Contracts
  31. Chapter 31: Torts – Introduction
  32. Chapter 32: Torts – Enterprise Liability
  33. Chapter 33: Torts – Intentional Torts
  34. Chapter 34: Unfair Competition
  35. Chapter 35: Anti-Trust
  36. Chapter 36: Currency
  37. Chapter 37: Companies
  38. Chapter 38: Jurisdiction
  39. Chapter 39: Recognition and Enforcement
  40. Chapter 40: Non-Litigious Proceedings, General Problems
  41. Chapter 41: Insolvency
  42. Chapter 42: Arbitration
  43. Chapter 43: Judicial Assistance
  44. Chapter 44: Procedure
4. IV. Persons and Family (Aleck Chloros, London)
  1. Chapter 1: Introduction
  2. Chapter 2: Persons
  3. Chapter 3: Conclusion of Marriage
  4. Chapter 4: Interspousal Relations
  5. Chapter 5: Divorce
  6. Chapter 5A: Informal Marriages
  7. Chapter 6: Creation of Relationships of Kinship (Legitimacy, Illegitimacy, Adoption)
  8. Chapter 7: Children, Parents and Guardianship
  9. Chapter 8: Family Support
  10. Chapter 9: Torts Against and Within the Family
  11. Chapter 10: The Family in the Socialist Countries
  12. Chapter 11: The Family in Religious and Customary Laws
5. V. Succession (Karl Heinz Neumayer, Würzburg)
  1. Chapter 1: Introduction
  2. Chapter 2: Decedent, Heir and other Beneficiaries
  3. Chapter 3: Intestate Succession
  4. Chapter 4: Testate Succession
  5. Chapter 5: Limits and Restrictions of the Freedom of Testation
  6. Chapter 6: Acts inter vivos Concerning the Estate of a Future de cuius
  7. Chapter 7: Transactions Concerning the Rights of an Heir on Legatee After the Death of the de cuius
  8. Chapter 8: Acquisition and Administration of the Estate
  9. Chapter 9: Relationship Between Heirs and Other Beneficiaries inter se
  10. Chapter 10: Liability for Obligations of a Decedent
  11. Chapter 11: Procedure in Matters of Succession
  12. Chapter 12: Rural Succession
  13. Chapter 13: Religious Systems of Law
6. VI. Property and Trust (Bernard A. Rudden, Oxford)
  1. Chapter 1: General
  2. Chapter 2: Structural Variations in Property Law
  3. Chapter 3: Movables
  4. Chapter 4: Immovables: General
  5. Chapter 5: Immovables: Limited Interest
  6. Chapter 6: Immovables: Leases
  7. Chapter 7: Immovables: Apartment Ownership
  8. Chapter 8: Immovables: Neighbourhood and Urban Problems
  9. Chapter 9: Immovables: Agrarian Problems
  10. Chapter 10: Intangibles and Funds
  11. Chapter 11: Trust
  12. Chapter 12: Security in Movables and Intangibles
  13. Chapter 13: Security in Immovables
  14. Chapter 14: Registration of Immovables
  15. Chapter 15: Natural Resources
7. VII. Contracts in General (Arthur von Mehren, Cambridge, Mass.)
  1. Chapter 1: A General View of Contract
  2. Chapter 2: Contract The Legal Institution
  3. Chapter 3: Impact of Large Scale Business Enterprise Upon Contract
  4. Chapter 4: Public Contracts
  5. Chapter 5: Conctracts in the Socialist Economy
  6. Chapter 6: Contract in Japan and China
  7. Chapter 7: The Role of Contracts in Islamic Law
  8. Chapter 8: Contract in Developing Societies
  9. Chapter 9: The Formation of Contract
  10. Chapter 10: Formal Requirements
  11. Chapter 11: Defects in the Contracting Process
  12. Chapter 12: Contracting under General Conditions
  13. Chapter 13: Parties to Contractual Obligations
  14. Chapter 14: Contracting Through Others: Agency
  15. Chapter 15: When ist a Party Aggrieved by Deficiencies in the Other Party's Performance
  16. Chapter 16: Remedies for Breach of Contract
  17. Chapter 17: Comparative Observations
8. VIII. Specific Contracts (Konrad Zweigert, Hamburg)
  1. Chapter 1: Introduction
  2. Chapter 2: Civil Law and Commercial Law
  3. Chapter 3: Sale of Goods, Sale of Intangibles; Special Forms of Sales
  4. Chapter 4: Installment Sales
  5. Chapter 5: Overseas and Export Sales
  6. Chapter 6: Sale of Land
  7. Chapter 7: Use of Movables
  8. Chapter 8: Contracts for Work on Goods and Building Contracts
  9. Chapter 9: Commercial Services
  10. Chapter 10: Professional and Other Independent Services
9. IX. Commercial Transactions and Institutions (Jacob Ziegel, Toronto)
  1. Chapter 1: Credit Transactions
  2. Chapter 2: Banks and Banking
  3. Chapter 3: Public Law of Banking
  4. Chapter 4: Negotiable Instruments
  5. Chapter 5: Letters of Credit
  6. Chapter 6: Documents of Title
  7. Chapter 7: Insurance Contracts
  8. Chapter 8: Public Law of Insurance
  9. Chapter 9: Stock Exchanges
  10. Chapter 10: Contracts of Guarantee and Indemnity
  11. Chapter 11: Commodity Exchanges
10. X. Restitution-Unjust Enrichment and Negotiorum Gestio (Ernst von Caemmerer, Freiburg i.Br. und Detlef König, Mannheim)
  1. Chapter 1: Introduction
  2. Chapter 2: Historical Development in Continental European Law
  3. Chapter 3: Historical Development in the Common Law
  4. Chapter 4: Socialist Legal Systems
  5. Chapter 5:
  6. Chapter 6: Restitution of Benefits Conferred Without Obligation
  7. Chapter 7:
  8. Chapter 8: Restitution of Benefits Conferred Under Illegal Contracts
  9. Chapter 9: Restitution of Benefits Acquired Trough Interference with Another's Property
  10. Chapter 10: Restitution of Benefits Acquired Through Breach of Fiduciary Relationship
  11. Chapter 11: Reimbursement for Discharge of Another's Obligation
  12. Chapter 12:
  13. Chapter 13:
  14. Chapter 14: Other Types of Unjust Enrichment
  15. Chapter 15: Indirect Enrichment
  16. Chapter 16:
  17. Chapter 17: Negotiorum Gestio
11. XI. Torts (André Tunc, Paris)
  1. Chapter 1: Introduction
  2. Chapter 2: Liability for One's Own Act
  3. Chapter 3: Liability for Acts of Persons Unter Supervision
  4. Chapter 4: Private and Governmental Liability for the Torts of Employees and Organds
  5. Chapter 5: Liability for Damage Caused by Things
  6. Chapter 6: Professional Liability
  7. Chapter 7: Causation and Remoteness of Damage
  8. Chapter 8: Consequences of Liability
  9. Chapter 9: Personal Injury and Death
  10. Chapter 10: Various Damages
  11. Chapter 11: Collateral Benefits
  12. Chapter 12: Complex Liabilities
  13. Chapter 13: Procedural Questions
  14. Chapter 14: Traffic Accident Compensation: Law and Proposals
12. XII. Law of Transport (René Rodiere, Paris)
  1. Chapter 1: Introduction
  2. Chapter 2: Railways
  3. Chapter 3: Highways
  4. Chapter 4: Maritime Transportation
  5. Chapter 5: Inland Navigation
  6. Chapter 6: Air Transportation
  7. Chapter 7: Pipelines
  8. Chapter 8: Transport Insurance
    1. a Land Transport
    2. b Inland Navigation
    3. c Maritime Transports
    4. d Air Transportation
13. XIII. Business and Private Organizations (Alfred Conrad, Ann Arbor)
  1. Chapter 0: Scope and Terminology
  2. Chapter 1: Partnership and Other Personal Associations for Profit
  3. Chapter 2: Limited Liability Companies and private Companies
  4. Chapter 3: Marketable Share Companies: Formation
  5. Chapter 4: Marketable Share Companies: Administration and Control, Supervision
  6. Chapter 5: Marketable Share Companies: Capital and Securities
  7. Chapter 6: Fundamental Changes in Marketable Share Companies
  8. Chapter 7: Company Systems and Affiliation
  9. Chapter 8: Cooperative Organizations
  10. Chapter 9: Non-profit Organizations
  11. Chapter 9A: Foundations
  12. Chapter 10: Securities Regulations
  13. Chapter 11: Taxation of Business Organizations
  14. Chapter 12A: Law and Accounting in Business Associations
  15. Chapter 12B: Financial Disclosure in State Enterprises of Socialist Countries
  16. Chapter 13: Governmental (Public) Enterprises
14. XIV. Copyright and Industrial Property (Eugen Ulmer, München)
  1. Chapter 1: General Questions. The International Conventions (Ulmer, Kreuth)
  2. Chapter 2: Copyright: National Systems and International Developments (Bogsch, Genf)
  3. Chapter 3: Copyright: Comparison of law (Ringer, Washington)
  4. Chapter 4: Protection of Inventions: National Systems and International Development (Beier, München/Pretnar, Ljubljana/Wallace, London)
  5. Chapter 5: Patents and Utility Models (Beier, München/Godenhielm, Helsinki/Pretnar, Ljubljana/Tookey, Bromley/Wallace, London)
  6. Chapter 6: Inventors Certificates, Rationalization Proposals and Discoveries (Pretnar/Ljubljana)
  7. Chapter 7: Employee Inventions (Godenhielm, Helsinki)
  8. Chapter 8: Exploitation of Inventions and Know-how (Godenhielm, Helsinki)
  9. Chapter 9: Industrial Designs (Pérot-Morel, Grenoble)
  10. Chapter 10: Trademarks: National Systems and International Developments (Krasser, München/Ladas, New York)
  11. Chapter 11: Trademarks: Comparatison of law (Krasser, München/Ladas, New York)
  12. Chapter 12: Unfair Competition: National Systems and International Developments (Grimes, Washington/Schricker, München/Verona, Zagreb)
  13. Chapter 13: Unfair Competition: Comparison of Law (Grimes, Washington/Schricker, München/Verona, Zagreb)
15. XV. Labour Law (Bob A. Hepple, Canterbury)
  1. Chapter 1: International Sources of Labour Law
  2. Chapter 2: National Sources of Labour Law
  3. Chapter 3: Scope of Labour Law as Regards Persons and Subject-Matter
  4. Chapter 4: Making, Modification and Termination of Employment Relationships and the Obligations Resulting from Such Relationships in General
  5. Chapter 5: Wages and Remuneration in General
  6. Chapter 6: Hours of Work, Weekly Rest; The Employment of Protected Persons
  7. Chapter 7: Health, Safety and Welfare
  8. Chapter 8: Accidents at Work and Occupational Diseases: Social Insurance
  9. Chapter 9: Tort Liability for Work Injury
  10. Chapter 10: Labour Market Regulations
  11. Chapter 11: Trade Unions and Employers' Associations
  12. Chapter 12: Collective Bargaining and Collective Agreements
  13. Chapter 13: Representation of the Employees at Plant and Enterprise Level
  14. Chapter 14: Prevention and Settlement of Labour Disputes, Other than Conflicts of Right
  15. Chapter 15: Strikes, Lockouts and Other Hostile Actions
  16. Chapter 16: Labour Court and Organs of Arbitration
16. XVI. Civil Procedure (Mauro Cappelletti, Florenz)
  1. Chapter 1: Introduction
  2. Chapter 2: History of European Civil Procedure
  3. Chapter 3: Organization and Roles of the Legal Profession
  4. Chapter 4: Types of Relief Available (Judicial Remedies)
  5. Chapter 5: Parties
  6. Chapter 6: Ordinary Proceedings in First Instance:
  7. Chapter 7: Evidence
  8. Chapter 8: Attacks on Judicial Decisions
  9. Chapter 9: Effects of Judicial Decisions
  10. Chapter 10: Enforcement Proceedings
  11. Chapter 11: Special Proceedings and Provisional Remedies
  12. Chapter 12: Arbitration
  13. Chapter 13: State Arbitration in the Socialist Countries
  14. Chapter 14: Insolvency Procedures
  15. Chapter 15: Civil Procedure in Developing Countries
17. XVII. State and Economy (Borislav T. Blagojevic, Belgrad und Kenneth W. Dam, Chicago)
  1. Chapter 1: General Introduction
  2. Chapter 2: The General Theory of the State and the Economy
  3. Chapter 3: State Intervention: Introduction
  4. Chapter 4: Monetary Policy and Fiscal Policy
  5. Chapter 5: Law Against Monopoly and Cartels
  6. Chapter 6: Direct State Intervention
  7. Chapter 7: Mandatory Contracts and Controls on Forms of Contract
  8. Chapter 8: Planning
  9. Chapter 9: Instruments and Consequences of State Regulation: Introduction
  10. Chapter 10: Instruments of State Regulation
  11. Chapter 11: Legal Consequences of Comprehensive Planning
  12. Chapter 12: Particular Consequences of Comprehensive Planning
  13. Chapter 13: Legal Protection of Firms Against State Regulation and State Inaction
  14. Chapter 14: History and Theory of Property in Market Economy Countries
  15. Chapter 15: History and Theory of Property in Socialist Countries
  16. Chapter 16: Socialist Enterprises
  17. Chapter 17: State Enterprises in Market Economy Countries
  18. Chapter 18: Expropriation of Particular Property
  19. Chapter 19: Regulation of Ownership and Use of Private Property
  20. Chapter 20: Money and Foreign Exchange
  21. Chapter 21: Introduction to Foreign Commerce and Investment
  22. Chapter 22: Special Rules on Foreign Commerce and Investment in Market Economy Countries
  23. Chapter 23: Special Rules on Foreign Commerce and Investment in Socialist Countries
  24. Chapter 24: Regional Economic Organizations